# Bozzetto

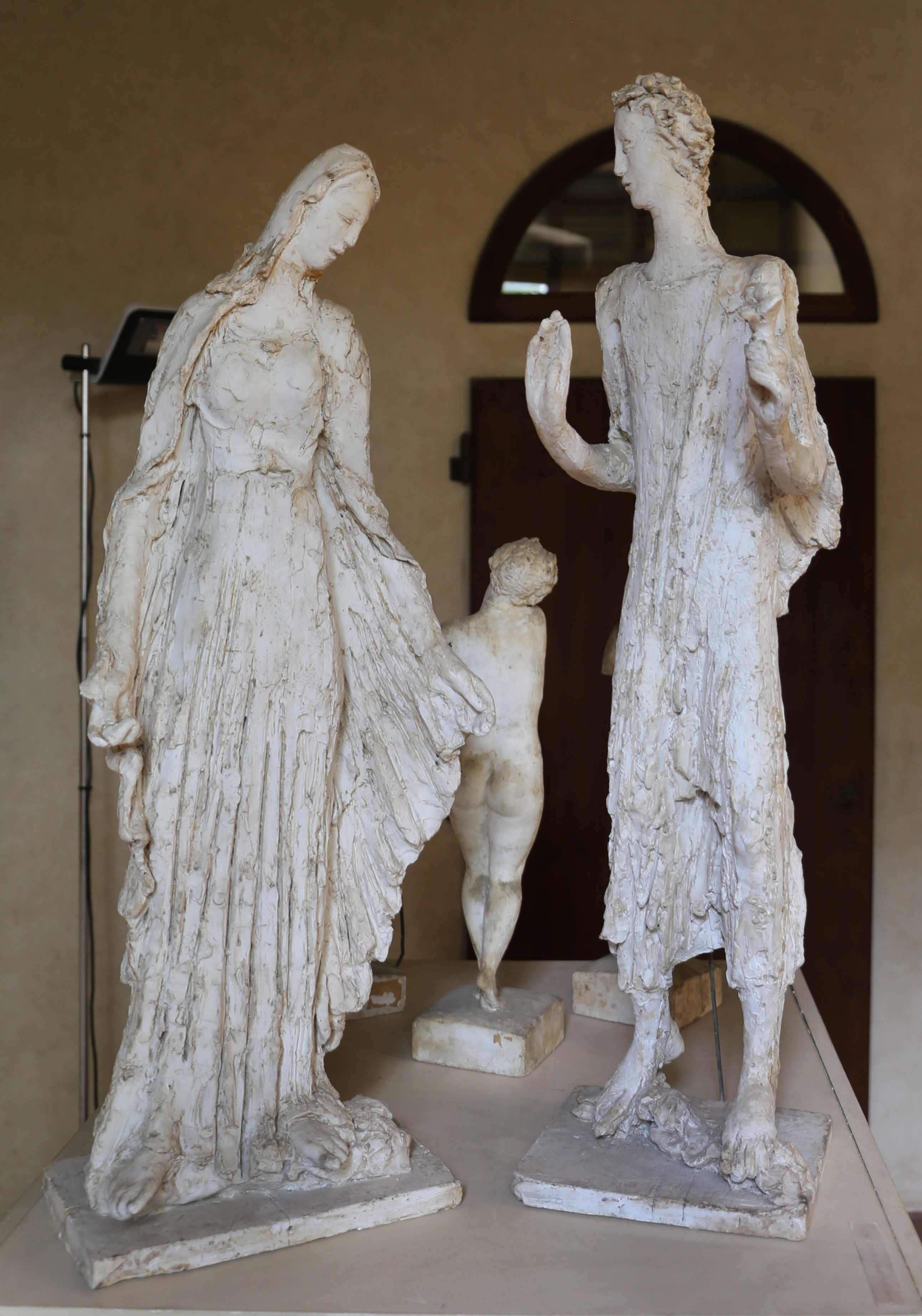
Libero Andreotti – Gipsoteca, bozzetto

Bozzetto (również maquette) – trójwymiarowy szkic rzeźbiarski, powstający zazwyczaj na bazie projektu rysunkowego.
Bozzetto jest wykonywane w małej skali z wykorzystaniem miękkich i nietrwałych materiałów, takich jak glina, wosk czy gips. Często wiąże się z rozdzieleniem pracy samego artysty od pracy wykonawcy właściwej rzeźby, stąd nierzadko posiada większą wartość artystyczną od wynikowego dzieła. Jego rozwój przypadał na okres baroku.
Dawniej mianem bozzetto określano zarówno szkic malarski, jak i rzeźbiarski. Obecnie określenie to stosuje się jedynie w odniesieniu do rzeźby.